# Anna Koldings
Anne Koldings, (Ane eller Anna), (død 1590), var en kvinde, der blev brændt på bålet for hekseri i København, Danmark. Hun var en af de hovedmistænkte i hekseretssagerne afholdt i København, sommeren 1590 og der blev holdt som en parallel retssag til den berømte hekseretssag i North Berwick Edinburgh i Skotland.
Vinteren 1589 rejste prinsesse Anna af Danmark for at gifte sig med kong Jacob d. VI af Skotland. På vej over Nordsøen blev der en frygtelig storm, og skibet kunne kun med besvær undgå at synke. Skibet styrede i stedet til Oslo i Norge, hvor den skotske konge så senere kom og brylluppet blev fejret.
Myndighederne ønskede derefter at undersøge, hvem der var ansvarlig for at skibet næsten var kæntretog anklagede finansminister Christoffer Valkendorf for at have udstyret skibene alt for dårligt til at være i stand til at modstå en storm. Valkendorf forsvarede sig, med at stormen var forårsaget af hekse som havde været samlet i Karen Vævers hus og fremtyllede smådjævle, der fulgte skibene i tomme øltønder og hængte sig i kølen, noget som finansministeren ingen kontrol havde over. Karen Væver blev arresteret i juli 1590. hun tilstod, at hun havde forårsaget stormen sammen med andre hekse og påpegede de andre, hvoraf en af de første var Anne Kolding.